# Dia Internacional per l'Accés Universal a la Informació
El Dia Internacional per l'Accés Universal a la Informació (o International Day for the Universal Access to Information) se celebra el 28 de setembre. Fou fixat per la UNESCO el 17 de novembre de 2015. Tot i que aquest dia ja se celebrava des de l'any 2002, quan durant una reunió a Bulgària, diverses organitzacions defensores de l'accés a la informació varen crear la Xarxa d'Activistes per la Llibertat d'informació, red FOIAnet, i acordaren que l'accés a la informació era una condició fonamental per a la participació pública en la presa de decisions i en la lluita contra la corrupció.
La tria del 28 de setembre fou presa durant el Freedom of Information Litigation Workshop del 26 i 28 de setembre de 2002 a Sofia (Bulgària) on hi prengueren part representants de Freedom Of Information (FOI) provinents de 15 països (Albània, Armènia, Bòsnia i Hercegovina, Bulgària, Geòrgia, Hongria, Índia, Letònia, Macedònia, Mèxic, Moldova, Romania, Eslovàquia, Sud-àfrica, i Estats Units) així com representacions internacionals actives en el camp de la llibertat d'informació. La rellevància de triar aquest dia va ser reconeguda també per la Resolució 222 de la Comissió Africana sobre Drets dels Humans i les Persones en la seva 50ª sessió ordinària. I a més la data del 28 de setembre resultava estar vacant en el calendari d'esdeveniments de les Nacions Unides i la UNESCO.

## Resolució de la UNESCO
La resolució de la UNESCO instava a la Conferència General a aprovar les següents resolucions:
- Recorda el dret d'accés a la informació com a part de la llibertat d'expressió, reconeguda en la 59ª Resolució de l'Assemblea General de les Nacions Unides el 1946[8] i definida en l'Article 19 de la Declaració Universal dels Drets Humans de 1948,[9] i també en l'Article 19 de la Convenció Internacional de Drets Civils i Polítics.[10]
- També es té en compte els esforços de la UNESCO per posar en relleu i importància el dret a la informació de la Declaració de Brisbane a “Freedom of Information: the Right to Know” (2010), la Declaració de Maputo a “Freedom of Expression, Access to Information and Empowerment of People” (2008), i la Declaració de Dakar a “Media and Good Governance” entre d'altres.
- Apuntant a més la declaració de la Plataforma Africana sobre l'Accés a la Informació, adoptada a la Conferència Panafricana sobre Accés a la Informació organitzada per la Campanya de Windhoek+20 sobre Accés a la Informació a l'Àfrica, en col·laboració amb la UNESCO, la Comissió de la Unió Africana (AUC) i el Relator Especial sobre Llibertat d'Expressió i Accés a la Informació a l'Àfrica, a Ciutat del Cap, Sud-àfrica, el 17 i 19 de setembre de 2011.